# Isidre Sala Puigdevall
Isidre Sala Puigdevall (29 de setembre de 1940 - 21 de setembre de 2022) va ser un futbolista català que va jugar com a defensa central al Girona FC. Va competir en el torneig masculí dels Jocs Olímpics d'estiu de 1968.

## Carrera
Sala va estar 13 temporades amb el Girona a Tercera Divisió, amb un rècord de 432 partits, i va ser el capità de l'equip.

## Llegat
La Federació Catalana de Futbol li va concedir la Medalla de Plata al Mèrit Esportiu l'any 1976.

## Vida personal i mort
La família de Sala tenia una finca a Vilamalla. Va morir el 21 de setembre de 2022, a l'edat de 81 anys.